# Бережная Дуброва
Бережная Дуброва — деревня в Плесецком районе Архангельской области.

## География
Находится на левом берегу реки Онега на расстоянии приблизительно 76 км на юго-запад от административного центра района поселка Плесецк.

## История
В 1555/1556 году в составе Устьмошского стана Каргопольского уезда упоминается "волость… в Николском приходе, что Никола Чюдотворец на Дуброве, на реке на Онеге по обе стороны, а в ней… 23 деревни…".
В 1873 году здесь (село Вороновская или Бережнодубровский погост Пудожского уезда Олонецкой губернии) был учтен 31 двор, в 1905 (уже деревня Бережнодубровская) — 4. В том же 1905 году учтена была деревня Вороновская (Дуброва) с 55 дворами и отдельный Бережнодубровский погост с 4 дворами. До 2021 года входила в Конёвское сельское поселение до его упразднения.

## Население
| 2002 | 2010 | 2012 |
| ---- | ---- | ---- |
| 32   | ↘27  | ↘26  |

Численность населения: 200 человек (1873 год), 4 в деревне Бережнодубровская, 330 в деревне Вороновская и 4 на Бережнодубровском погосте (1905).
Национальный состав: русские — 100 % (2002 год).